# Batuan (Masbate)
Batuan é um município de  quinta classe de renda municipal (d) na província Masbate, nas Filipinas. De acordo com o censo de 1 de maio  de  2020 possui uma população de 14 610 pessoas e 3 580 domicílios.